# Steven Yeun
Steven Yeun (Szöul, 1983. december 21.–) Golden Globe- és kétszeres Primetime Emmy-díjas dél-koreai származású amerikai színész, legismertebb szerepe Glenn Rhee a The Walking Dead című televíziós sorozatból. Emellett szerepelt indie filmekben és rövidfilmekben is.

## Élete és pályafutása
Yeun Szöulban született, Dél-Koreában, szülei Je és June Yeun. Édesapja építész, családjával a kanadai Reginába költöztek, majd később Michiganbe. Szüleinek két, szépségápolási termékeket árusító üzlete volt Detroitban. Yeun 2005-ben végezte el az alapképzést a Kalamazoo College pszichológia szakán. Szülei orvosnak vagy ügyvédnek szánták volna, ő azonban színész akart lenni. A főiskolán találkozott Jordan Klepperrel, akivel Chicagóba ment és a The Second City nevű színitársulat tagja lett, majd 2009-ben Los Angeles-be költözött.
A The Walking Dead-beli szerepére szinte azonnal kiválasztották, Yeun nagy rajongója volt korábban a képregénynek is.

## Filmográfia

### Filmek
| Év   | Cím                           | Szerep   | Megjegyzés   |
| ---- | ----------------------------- | -------- | ------------ |
| 2009 | The Kari Files                | Chip     | rövidfilm    |
| 2009 | My Name Is Jerry              | Chaz     |              |
| 2010 | Carpe Millennium              | Kevin    | rövidfilm    |
| 2010 | Blowout Sale                  | vevő     | rövidfilm    |
| 2014 | I Origins                     | Kenny    |              |
| 2016 | Chew                          | Tony Chu | szinkronhang |
| 2018 | Sorry to Bother You           | Squeeze  |              |
| 2018 | Gyújtogatók                   | Ben      |              |
| 2020 | Minari – A családom története | Jacob Yi |              |
| 2020 | The Humans                    | Richard  |              |

### Televíziós sorozatok
| Évek      | Cím                                        | Szerep                                      | Megjegyzés                                                         |
| --------- | ------------------------------------------ | ------------------------------------------- | ------------------------------------------------------------------ |
| 2010      | Agymenők                                   | Sebastian                                   | A lift titka című rész                                             |
| 2010–2016 | The Walking Dead                           | Glenn Rhee                                  | Főszereplő, 66 részben szerepelt.                                  |
| 2011      | Esküdt ellenségek: Los Angeles             | Ken Hasui                                   | Hayden Tract című rész                                             |
| 2011      | 13-as raktár                               | Gibson Rice                                 | 13-as erőd című rész                                               |
| 2012      | NTSF:SD:SUV::                              | Ricky Meeker                                | 16 Hop Street című rész                                            |
| 2012      | Harder Than it Looks                       | Steven                                      | Lockdown című rész                                                 |
| 2013      | Korra legendája                            | Wan avatár                                  | szinkronhang (3 rész)                                              |
| 2013      | Filthy Preppy Teen$                        | Martin                                      | pilotepizód                                                        |
| 2014      | Drunk History                              | Daniel Inouye                               | Hawaii című rész                                                   |
| 2014      | Amerikai fater                             | Charles (hang)                              | Blagsnarst, a Love Story című rész                                 |
| 2014      | Comedy Bang! Bang!                         | önmaga                                      | Steven Yeun Wears Rolled Up Black Jeans & No Socks című rész       |
| 2016–2018 | Voltron: A legendás védelmező              | Keith (hang)                                | 64 epizód                                                          |
| 2016–2018 | Trollhunters: Tales of Arcadia             | Steve Palchuk (hang)                        | 28 epizód                                                          |
| 2017–2018 | Stretch Armstrong and the Flex Fighters    | Nathan Park / Wingspan (hang)               | 24 epizód                                                          |
| 2017      | Bajillion Dollar Propertie$                | Eric                                        | Disaster Drills című rész                                          |
| 2017      | Robot Chicken                              | Glenn Rhee / Glenn és Maggie gyereke (hang) | The Robot Chicken Walking Dead Special: Look Who's Walking c. rész |
| 2018–     | Az űr vége                                 | Little Cato (hang) és további szinkronhang  | 22 epizód                                                          |
| 2018–2019 | Hárman a Földön: Arcadia meséi             | Steve Palchuk (hang)                        | 19 epizód                                                          |
| 2019      | Weird City                                 | Barsley                                     | Chonathan & Mulia & Barsley & Phephanie c. rész                    |
| 2019      | The Twilight Zone                          | A. Traveler                                 | A Traveler c. rész                                                 |
| 2019      | I Think You Should Leave with Tim Robinson | Jacob                                       | Has This Ever Happened To You? c. rész                             |
| 2019      | Ride with Norman Reedus                    | önmaga                                      | Bay Area with Steven Yeun c. rész                                  |
| 2019–2022 | Tuca és Bertie                             | Speckle (hang)                              | 10 epizód                                                          |
| 2020      | Wizards: Tales of Arcadia                  | Steve Palchuk (hang)                        | készülőben                                                         |
| 2021-     | Legyőzhetetlen                             | Mark Grayson / Legyőzhetetlen (hang)        | Főszereplő, 24 epizód                                              |
| 2023      | Balhé                                      | Danny Cho                                   | Főszereplő, 10 epizód                                              |

## További információ
- Steven Yeun a Facebookon
- Steven Yeun a PORT.hu-n (magyarul)
- Steven Yeun az Internetes Szinkronadatbázisban (magyarul)
- Steven Yeun az Internet Movie Database-ben (angolul)
- Steven Yeun a Rotten Tomatoeson (angolul)

## Fordítás
- Ez a szócikk részben vagy egészben  a   Steven Yeun című angol Wikipédia-szócikk ezen változatának fordításán alapul.  Az eredeti cikk szerkesztőit annak laptörténete sorolja fel. Ez a jelzés csupán a megfogalmazás eredetét és a szerzői jogokat jelzi, nem szolgál a cikkben szereplő információk forrásmegjelöléseként.